# Lhotský potok (přítok Písnického potoka)
Lhotský potok se do Písnického potoka vlévá na 0,45 km zleva. Pramení v severozápadní části Cholupic při ulici Podchýšská, odkud teče severovýchodním směrem. Délka jeho toku je 1,81 km.

## Průběh toku
Potok pramení v severozápadní části Cholupic a protéká severní částí obce. Teče kolem rybníka až k místu, kde do něj zleva přitéká krátká vodoteč, původní Lhotský potok pramenící severně od obce na návrší v hájku.
V zalesněném místě v dolní části toku přitéká do potoka voda z lesních pramenů K Dýmači a Pod Dýmačem; za těmito prameny je již hranice přírodní památky Modřanská rokle.
Na území přírodní památky je přibližně 100 metrů před ústím vodopád vysoký 2,3 metru s průtokem 10 l/s, mohutností 23 l/s a sklonem 90°. Jeho genetický typ je strukturní a geologickým podkladem je zde sediment. Na okolí je zřejmé, jak jsou jednotlivé vrstvy těchto sedimentů postupně erodovány. Před soutokem s Písnickým potokem je na pevnějším skalním podloží kaskáda, která není vysoká ani strmá.

## Turismus
Podél potoka v jeho horní části vede turistická značená trasa  6004 z Písnice do Komořan.